# تشارلز روس ليال
تشارلز روس ليال (3 أكتوبر 1880 - 4 يونيو 1950) (بالإنجليزية: Charles Ross Lyall)‏ هو لاعب كريكت بريطاني (وحمل سابقاً جنسية المملكة المتحدة لبريطانيا العظمى وأيرلندا).